# 台北電影獎最佳導演
台北電影獎最佳導演是由臺北市政府文化局的臺北市文化基金會在臺灣台北電影節舉辦的獎項。早期非常設獎項，2003年另以「傑出個人表現」獎勵《阿嬤的戀歌》的導演李靖惠；2007年以「特別推薦導演」頒予《靜夜星空》和《愛的麵包魂》的導演高炳權。2008起，正式成為常設獎項。

## 入圍暨得獎名單
|  | 獲獎者 |

### 年度最佳導演
2002年至2007年未頒發該獎項。
| 年份 （屆次）  | 姓名           | 片名       |
| -------------- | -------------- | ---------- |
| 1998 （第1屆） |                |            |
| 侯孝賢         | 《海上花》     |            |
| 1999 （第2屆） | 未頒發         | 未頒發     |
| 2000 （第3屆） |                |            |
| 陳以文 張華坤  | 《運轉手之戀》 |            |
| 2001           | 影展未舉辦     | 影展未舉辦 |
| 2002 （第4屆） | 未頒發         | 未頒發     |
| 2003 （第5屆） | 未頒發         | 未頒發     |
| 2004 （第6屆） | 未頒發         | 未頒發     |
| 2005 （第7屆） | 未頒發         | 未頒發     |
| 2006 （第8屆） | 未頒發         | 未頒發     |
| 2007 （第9屆） | 未頒發         | 未頒發     |

### 劇情長片最佳導演獎
2008年台北電影獎正式取消了不分類的競賽項目，除了新增分類別的競賽之外，逐步取消最佳實驗片等獎項，甚至百萬首獎只頒給劇情長片，引起影評、臺北市紀錄片從業人員職業工會強烈反彈，認為台北電影節失去原創精精神與獨厚劇情長片的發展。
| 年份 （屆次）   | 姓名       | 片名 |
| --------------- | ---------- | ---- |
| 2008 （第10屆） |            |      |
| 楊雅喆          | 《囧男孩》 |      |
| 2009 （第11屆） |            |      |
| 鍾孟宏          | 《停車》   |      |

### 最佳導演獎
2010年，台北電影獎正式廢除最佳導演的競逐只能為劇情片的限制。
| 年份 （屆次）    | 姓名                       | 片名 |
| ---------------- | -------------------------- | ---- |
| 2010 （第12屆）  |                            |      |
| 鄭文堂           | 《眼淚》                   |      |
| 2011 （第13屆）  |                            |      |
| 陳宏一           | 《消失打看》               |      |
| 2012 （第14屆）  |                            |      |
| 姚宏易           | 《金城小子》               |      |
| 2013 （第15屆）  |                            |      |
| 詹京霖           | 《狀況排除》               |      |
| 2014 （第16屆）  |                            |      |
| 趙德胤           | 《冰毒》                   |      |
| 2015 （第17屆）  |                            |      |
| 蔡明亮           | 《無無眠》                 |      |
| 2016 （第18屆）  |                            |      |
| 陳潔瑤           | 《只要我長大》             |      |
| 2017 （第19屆）  |                            |      |
| 呂柏勳           | 《野潮》                   |      |
| 2018 （第20屆）  |                            |      |
| 蕭雅全           | 《范保德》                 |      |
| 2019 （第21屆）  |                            |      |
| 蔡明亮           | 《你的臉》                 |      |
| 何蔚庭           | 《幸福城市》               |      |
| 林冠慧           | 《切小金家的旅館》         |      |
| 洪伯豪           | 《老大人》                 |      |
| 黃朝亮           | 《寒單》                   |      |
| 2020 （第22屆）  |                            |      |
| 張榮吉           | 《下半場》                 |      |
| 蔡明亮           | 《日子》                   |      |
| 趙德胤           | 《灼人秘密》               |      |
| 徐漢強           | 《返校》                   |      |
| 吳郁瑩           | 《阿紫》                   |      |
| 2021 （第23屆）  |                            |      |
| 陳玉勳           | 《消失的情人節》           |      |
| 黃信堯           | 《同學麥娜絲》             |      |
| 柯貞年           | 《無聲》                   |      |
| 殷振豪           | 《當男人戀愛時》           |      |
| 許富翔           | 《詭扯》                   |      |
| 2022 （第24屆）  |                            |      |
| 九把刀           | 《月老》                   |      |
| 柯孟融           | 《咒》                     |      |
| 阮鳳儀           | 《美國女孩》               |      |
| 錢翔             | 《修行》                   |      |
| 樓一安           | 《該死的阿修羅》           |      |
| 2023 （第25屆）  |                            |      |
| 林君陽           | 《疫起》                   |      |
| 蔡崇隆           | 《九槍》                   |      |
| 姚宏易           | 《我心我行》               |      |
| 陳潔瑤           | 《哈勇家》                 |      |
| 曾英庭           | 《查無此心》               |      |
| 2024 （第26屆）  |                            |      |
| 蕭雅全           | 《老狐狸》                 |      |
| 魏德聖           | 《BIG》                    |      |
| 黃精甫           | 《周處除三害》             |      |
| 李鴻其           | 《愛是一把槍》             |      |
| 九把刀（柯景騰） | 《請問，還有哪裡需要加強》 |      |
| 2025 （第27屆）  |                            |      |
| 徐漢強           | 《鬼才之道》               |      |
| 林書宇           | 《小雁與吳愛麗》           |      |
| 曾威量、尹又巧   | 《白衣蒼狗》               |      |
| 楊修華           | 《默視錄》                 |      |
| 張作驥           | 《優雅的相遇》             |      |

## 統計

### 獲獎紀錄

#### 獲獎次數最多的導演
| 姓名   | 數據 | 備註           |
| 蔡明亮 | 2次  | 第17屆、第21屆 |

## 外部連結
- 官方网站（中文）（英文）
- 台北電影節的Facebook專頁
- 台北電影節的Instagram帳戶
- YouTube上的台北電影節頻道